# 人見駅
人見駅（ひとみえき）は、福岡県田川郡福智町金田にある平成筑豊鉄道伊田線の駅。駅番号はHC9。

## 歴史
- 1990年（平成2年）4月1日：開業[1]。

## 駅構造
相対式ホーム2面2線を有する地上駅。無人駅で駅舎はない。外部とはスロープで結ばれ、バリアフリー対応である。

### のりば
| ホーム | 路線    | 方向 | 行先                                 | 備考 |
| ------ | ------- | ---- | ------------------------------------ | ---- |
| 東側   | ■伊田線 | 上り | 金田・田川伊田・田川後藤寺・行橋方面 |      |
| 西側   | ■伊田線 | 下り | 直方方面                             |      |

※案内上ののりば番号は割り当てられていない。

## 利用状況
2015年度の1日平均乗降人員は123人である。

## 駅周辺
- 福岡県道22号田川直方線
- 福岡県道406号赤池糸田線
- 福智町立金田義務教育学校（中元寺川対岸）
- スーパーセンタートライアル福智店（当駅から徒歩約20分程度）
- 福智町営人見団地
- 田川地区消防組合田川地区消防署金田分署
- メモリアルホール（葬祭業）
- 中元寺川
- 彦山川 - 遠賀川水系最大支流

## 隣の駅
平成筑豊鉄道
■伊田線
赤池駅 (HC8)  - 人見駅 (HC9)  - 金田駅 (HC10)